# رو فريمان
رو فريمان (بالإنجليزية: Ru Freeman)‏ (1967)؛ روائية سريلانكية.